# Вістка-Шляхецька
Вістка-Шляхецька (пол. Wistka Szlachecka) — село в Польщі, у гміні Влоцлавек Влоцлавського повіту Куявсько-Поморського воєводства.
У 1975-1998 роках село належало до Влоцлавського воєводства.